# Le Russey
Le Russey é uma comuna francesa na região administrativa de Borgonha-Franco-Condado, no departamento de Doubs. Estende-se por uma área de 24,17 km². Em 2010 a comuna tinha 2 442 habitantes (densidade: 101 hab./km²).